# Великий маршалок литовський

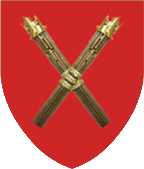
Герб маршалка з маршальськими жезлами

Марша́лок вели́кий лито́вський (у XV столітті — маршалок земський) — вища посадова особа у Великому князівстві Литовському. Керував двором великого князя литовського, спостерігав за порядком і етикетом, брав іноземних послів, головував на нарадах ради і сейму, проголошував їх рішення і укази великого князя, займався пристроєм депутатів сейму та інших осіб, які прибули до великого князя, керував придворною вартою і гвардією, стежив за безпекою великого князя, призначав дворян. Розглядав інциденти, що траплялися при дворі і в місці знаходження великого князя. З 1569 року (Люблінської унії) посада маршалка великого литовського була сенаторською. Під час проведення Сейму Речі Посполитої у Великому князівстві Литовському скликав і вів його засідання.

## Список маршалків великих литовських[1]
- Станіслав Чупурна (1407–1411)
- Румбольд Волимонтович (1412–1432)
- Радзивілл Остікович (1433–1434)
- Петро Монтигердович (1434–1459)
- Радзивілл Остікович (1463–1475)
- Станко Судзівоєвич (1476)
- Мартин Гаштовт (1477–1480)
- Богдан Сакович (1480–1490)
- Петро Іванович Монтигердович (1491–1498)
- Ян Юрійович Заберезинський (1498–1505)
- Микола ІІ Радзивілл «amor Poloniae» (1505–1509)
- Миколай Янович Кезгайло (1509–1512)
- Станіслав Кишка (1512–1513)
- Ян Радзивілл «Бородатий» (1514–1522)
- Ян Янович Заберезинський (1522–1537)
- Миколай Радзивілл (Чорний) (1544–1565)
- Ян Ходкевич (1566–1579)
- Миколай-Криштоф Радзивілл (Сирітка) (1579–1586)
- Альбрехт Радзивілл (1586–1592)
- Станіслав Радзивілл (1592–1595)
- Христофор Миколай Дорогостайський (1597–1615)
- Пйотр Вєсьоловський (1615–1620)
- Ян Станіслав Сапіга (1621–1635)
- Кшиштоф Вєсьоловський (1635–1637)
- Олександр Людовик Радзивілл (1637–1654)
- Кшиштоф Кезгайло Завіша (1654–1669)
- Александр Гіларій Полубінський (1669–1679)
- Станислав-Казимир Радзивілл (1679–1690)
- Ян Кароль Дольський (1691–1695)
- Януш Антоній Вишневецький (1698)
- Александр Павел Сапіга (1698–1703) - усунутий за зраду Августу II
- Казімєж Антоній Санґушко (1703)
- Марціян Домінік Волович (1704–1712)
- Александр Павел Сапіга (1708–1709) - призначений Станіславом Лещинським
- Міхал Сервацій Вишневецький (1708)
- Александр Павел Сапіга (1713–1734) - після амністії та смерті Марціяна Воловича
- Павло Карл Санґушко (1734–1750)
- Іґнацій Огінський (1750–1768)
- Юзеф Паулін Санґушко (1768–1781)
- Владислав Рох Ґуровський (1781–1790)
- Іґнацій Роман Потоцький (1791–1792)
- Людвік Тишкевич (1793–1795)